# Loi du zéro-un de Borel
Pour les articles homonymes, voir Borel.
Ne doit pas être confondu avec loi du zéro-un de Kolmogorov ou Loi de probabilité de Borel.
 (janvier 2018).
Si vous disposez d'ouvrages ou d'articles de référence ou si vous connaissez des sites web de qualité traitant du thème abordé ici, merci de compléter l'article en donnant les références utiles à sa vérifiabilité et en les liant à la section « Notes et références ».
 (janvier 2018).
La loi du zéro-un de Borel a été publiée en 1909 dans l'article « Les probabilités dénombrables et leurs applications arithmétiques », par Émile Borel, en vue de la démonstration du théorème des nombres normaux, et en vue d'applications aux propriétés des fractions continues. Un peu plus tard, Cantelli aurait remarqué et utilisé le fait que, pour l'un des deux sens[Quoi ?], l'hypothèse d'indépendance est superflue, ce qui conduit au lemme de Borel-Cantelli, d'un usage courant en probabilités : un exemple phare est sûrement la démonstration, par Kolmogorov, de la loi forte des grands nombres.

## Énoncé
Dans un espace probabilisé {\displaystyle \left(\Omega ,{\mathcal {A}},\mathbb {P} \right),} considérons une suite {\displaystyle (A_{n})_{n\geq 0}} d'éléments de {\displaystyle {\mathcal {A}}} (ou "événements"). La loi du zéro-un de Borel stipule que :

## Limite supérieure d'ensembles
Définition —  La limite supérieure {\displaystyle \textstyle \limsup _{n}\,A_{n}} 
d'une suite {\displaystyle (A_{n})_{n\geq 0}\,} de parties d'un ensemble {\displaystyle \Omega }  est l'ensemble des éléments {\displaystyle \omega } de {\displaystyle \Omega } tels que l'assertion {\displaystyle \{\omega \in A_{k}\}} soit vérifiée pour une infinité d'indices {\displaystyle k\geq 0}.
En d'autres termes, on peut dire que {\displaystyle \textstyle \omega \in \limsup _{n}\,A_{n}} si et seulement si l'ensemble {\displaystyle \{k\geq 0\ \vert \ \omega \in A_{k}\}} est infini, ou bien non borné. Une formulation équivalente est la suivante : pour tout {\displaystyle n\geq 0}, on peut trouver {\displaystyle k\geq n} tel que {\displaystyle \omega \in A_{k}}. Cette dernière formulation fournit une écriture commode de la limite supérieure d'ensembles à l'aide d'opérations élémentaires sur les ensembles :
Sous l'influence de la terminologie anglo-saxonne, on dira aussi parfois que {\displaystyle \textstyle \omega \in \limsup _{n}\,A_{n}} si et seulement si {\displaystyle \{\omega \in A_{k}\}} "infiniment souvent" ou bien "infinitely often", d'où la notation rencontrée dans certains ouvrages :
La définition "{\displaystyle \textstyle \omega \in \limsup _{n}\,A_{n}} si et seulement si {\displaystyle \omega } appartient à une infinité de {\displaystyle A_{k}}" peut induire en erreur : si, par exemple, toutes les parties {\displaystyle A_{k}} sont égales, il se peut que {\displaystyle \omega } appartienne à {\displaystyle A_{k}} pour une infinité d'indices {\displaystyle k}, et il se peut donc que {\displaystyle \omega } appartienne à {\displaystyle \textstyle \limsup _{n}\,A_{n},} sans pour autant qu'{\displaystyle \omega } appartienne à une infinité de {\displaystyle A_{k}} (puisqu'il n'existe, au fond, qu'un seul {\displaystyle A_{k}}).